# محمد ولد بلال
محمد ولد بلال مسعود (مواليد عام 1963 في مدينة روصو بالجنوب الموريتاني) هو مهندس مياه ومستشار ووزير موريتاني، وهو الوزير الأول (رئيس الوزراء) السادس عشر لموريتانيا منذ 6 أغسطس 2020 حتى 2 أغسطس 2024، سبق له تقلّد العديد من الوظائف الإدارية والوزارية في البلاد، منها حقيبة وزارة الوظيفة العمومية عام 2005، إضافة لحقيبتين وزاريتين إبّان حكم الرئيس الأسبق سيدي ولد الشيخ عبد الله (بين عامي 2007 و2008) هما وزارتا النقل والإسكان.
شغل منصب رئيس الحكومة الموريتانية بتكليف من الرئيس محمد ولد الغزواني منذ أغسطس 2020، وقد جاء خلفا لرئيس الحكومة المستقيل إسماعيل ولد بده ولد الشيخ سيديا، الذي كان ولد بلال مستشارا في ديوانه قبل الاستقالة.

وفي التاسع والعشرين من مارس 2022 قدم ولد بلال استقالة حكومته للرئيس غزواني، وفي يوم الغد (30 مارس) أعلن الرئيس تكليفه مجددا بتشكيل حكومة جديدة، ثم قدّم استقالة حكومته مرة أخرى يوم 3 يوليو 2023 وأعيدت الثقة به في نفس اليوم وكُلّف بتشكيل حكومة ثالثة له. قبل أن يُقدّم استقالة حكومته مجددا يوم 2 أغسطس 2024، بعد الانتخابات الرئاسية التي فاز بها الرئيس الغزواني لولاية ثانية، فعيّن الرئيس بدلا منه المختار ولد أجاي.
وُلد ولد بلال في مدينة روصو (عاصمة ولاية الترارزة)، المحاذية لنهر السنغال الذي يفصل موريتانيا عن الجارة السنغال، وينحدر من مقاطعة كرمسين (التابعة هي الأخرى لولاية الترارزة) في الجنوب الغربي للبلاد.

تلقى التعليم الابتدائي والإعدادي والثانوي في ولاية الترارزة، وحصل على شهادة الباكلوريا في شعبة الرياضيات منتصف ثمانينات القرن العشرين في مدينة روصو.
وأكمل تعليمه العالي في الجزائر، أين تخرج من المدرسة العليا للمياه هناك مهندسا رئيسيا في المياه عام 1990.

## النشأة والدراسة
وُلد في مدينة روصو عام 1963 وتخرج من المدرسة العليا للمياه في الجزائر عام 1990. عمل كمهندس مياه ومستشار في عدة قطاعات حكومية وخاصة. تولى عدة مناصب وزارية في حكومات سابقة، منها وزارة الوظيفة العمومية ووزارة النقل ووزارة الإسكان.

## المناصب
مناصب محمد ولد بلال هي:
- رئيس وزراء موريتانيا منذ أغسطس 2020 وحتى الآن.
- رئيس مجلس إدارة شركة معادن موريتانيا منذ سبتمبر 2022.
- رئيس اللجنة الوطنية المستقلة للانتخابات من يوليو 2018 إلى سبتمبر 2022.
- سفير موريتانيا في الجزائر من 2013 إلى 2018.
- وزير الخارجية في حكومة اصغير ولد مبارك من نوفمبر 2003 إلى أغسطس 2005.
- وزير الوظيفة العمومية في حكومة شيخنا ولد ناجي من يوليو 2005 إلى أغسطس 2005.
- وزير النقل في حكومة سيدي ولد الشيخ عبد الله من مارس 2007 إلى أبريل 2008.
- وزير الإسكان في حكومة سيدي ولد الشيخ عبد الله من أبريل 2008 إلى أغسطس 2008.

## رئاسة الحكومة

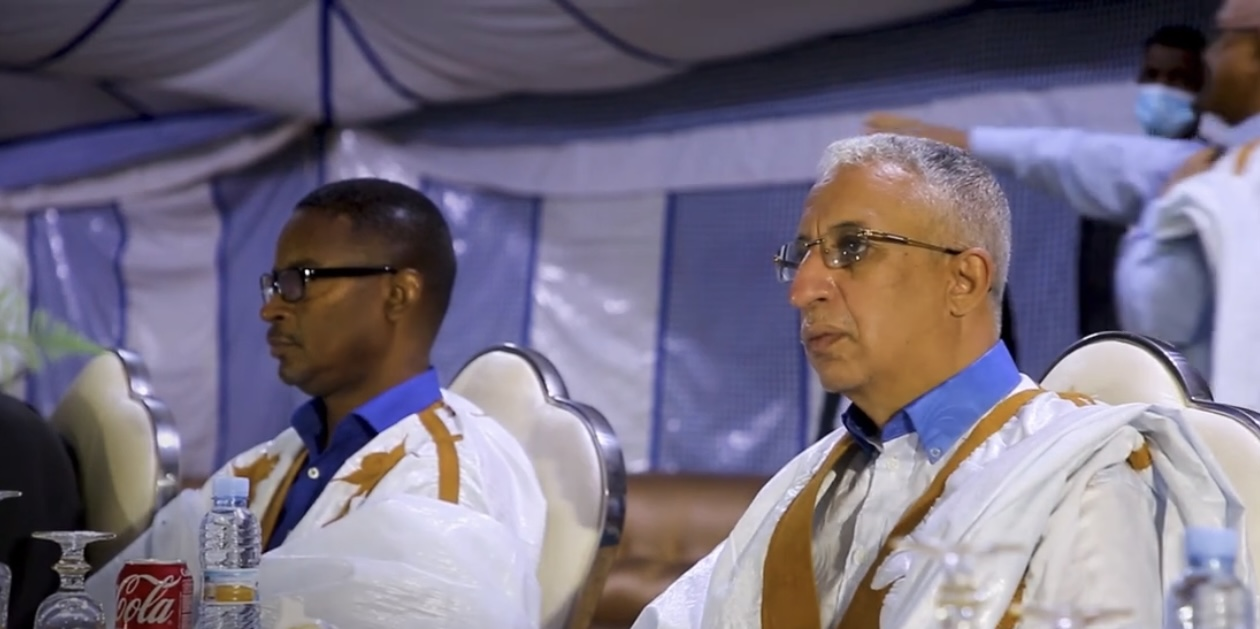
محمد ولد بلال مع عضو حكومته المختار ولد داهي فبراير 2022

بالتزامن مع بدء النيابة العامة في البلاد تحقيقات في شبهات فساد ومخالفات كبيرة وردت ضمن تقرير أعدته لجنة تحقيق برلمانية، يشتبه في استفادة بعض كبار معاوني ومقربي الرئيس السابق محمد ولد عبد العزيز منها خلال فترة حكم هذا الأخير، قدم رئيس الوزراء إسماعيل ولد بده ولد الشيخ سيديا استقالته للرئيس (دون الإفصاح عن سبب الاستقالة)، بعد أن شمل التحقيق اسمه إلى جانب عدد من وزراء حكومته، حيث كانوا ضمن التشكيلة الحكومية للرئيس السابق.

وفي صباح نفس اليوم (6 أغسطس 2020) استقبل الرئيس محمد ولد الغزواني المهندس ولد بلال وأعلن تعيينه على رأس الحكومة وكلفه «بتنسيق العمل الحكومي» (كما جاء في بيان وكالة الأنباء الرسمية)، وقد وطلب الوزير الأول المعين من أعضاء الحكومة المستقيلة مواصلة أعمالهم إلى حين تشكيل حكومة جديدة.

### التشكيل الوزاري الأول؛ أغسطس 2020
في التاسع من نفس الشهر أُعلن عن الحكومة الجديدة التي يقودها ولد بلال، والتي حافظت على جلّ أعضاء حكومة ولد الشيخ سيديا، مع دخول ست وزراء جدد، ضمن 23 وزيرا ضمتهم التشكيلة التي جاءت كالآتي:
| #  | الوزارة                                                     | الوزير                      | العمر  | الولاية      |
| -- | ----------------------------------------------------------- | --------------------------- | ------ | ------------ |
| 1  | وزارة العدل                                                 | الدكتور محمد محمود بن بيه   | 60 سنة | الحوض الشرقي |
| 2  | وزارة الشؤون الخارجية والتعاون والموريتانيين في الخارج      | إسماعيل ولد الشيخ أحمد      | 59 سنة | الترارزه     |
| 3  | وزارة الدفاع                                                | الجنرال حننه ولد سيدي       | 63 سنة | الحوض الشرقي |
| 4  | وزارة الداخلية واللامركزية                                  | الدكتور محمد سالم ولد مرزوك | غ/م    | لعصابة       |
| 5  | وزارة الشؤون الاقتصادية وترقية القطاعات الإنتاجية           | عثمان مامادو كان            | 65 سنة | اترارزه      |
| 6  | وزارة المالية                                               | محمد الامين ولد الذهبي      | 64 سنة | الزويرات     |
| 7  | وزارةالشؤون الإسلامية والتعليم الأصلي                       | الداه سيدي أعمر طالب        | 35 سنة | الحوض الغربي |
| 8  | وزارة التهذيب الوطني والتكوين التقني والإصلاح               | محمد ماء العنين ولد أييه    | 51 سنة | آدرار        |
| 9  | وزارة البترول والمعادن والطاقة                              | عبد السلام ولد محمد صالح    | غ/م    | آدرار        |
| 10 | وزارة الوظيفة العمومية والعمل وعصرنة الإدارة                | كامرا ساليمو محمد           | 62 سنة | سيليبابي     |
| 11 | وزارة الصحة                                                 | الدكتور نذيرو ولد حامد      | غ/م    | لبراكنه      |
| 12 | وزارةالصيد والاقتصاد البحري                                 | عبد العزيز ولد الداهي       | 54 سنة | إينشيري      |
| 13 | وزارة التجارة والسياحة                                      | الناها بنت مكناس            | 51 سنة | سيليبابي     |
| 14 | وزارة الإسكان والعمران والاستصلاح الترابي                   | خديجة بنت بوكه              | 41 سنة | لعصابة       |
| 15 | وزارة التنمية الريفية                                       | ادي ولد الزين               | 54 سنة | تكانت        |
| 16 | وزارة التجهيز والنقل                                        | محمدو ولد امحيميد           | 49 سنة | الحوض الشرقي |
| 17 | وزارة المياه والصرف الصحي                                   | سيد احمد ولد محمد           | 49 سنة | الحوض الشرقي |
| 18 | وزارة التعليم العالي والبحث العلمي وتقنيات الإعلام والاتصال | سيدي ولد سالم               | 66 سنة | تيرس زمور    |
| 19 | وزارة الثقافة والصناعة التقليدية والعلاقات مع البرلمان      | لمرابط ولد بناهي            | 53 سنة | لعصابه       |
| 20 | وزارة التشغيل والشباب والرياضة                              | الطالب سيد احمد             | 48 سنة | كيدي ماغا    |
| 21 | وزارة الشؤون الاجتماعية والطفولة والأسرة                    | الناها بنت الشيخ سيديا      | 31 سنة | الترارزه     |
| 22 | وزارة البيئة والتنمية المستدامة                             | مريم بكاي                   | 58 سنة | تكانت        |
| 23 | وزارة الأمانة العامة للحكومة                                | أحمد تجيان اتيام            | غ/م    | كوركول       |

#### التعديل الوزاري على التشكيل الأول؛ مايو 2021
في شهر مايو 2021 (أي بعد 9 أشهر من تشكيل الحكومة) أجري تعديل وزاري شامل على الحقائب الوزارية تخطى نسبة 60%، شمل التعديل 14 حقيبة من أصل 23، لم تتضمّن الوزارت السيادية الحساسة (الداخلية والدفاع والخارجية والعدل)، فيما كانت الصحة أبرز الوزارت التي شملها التغيير،
وضم التعديل إلى جانبها وزارات التهذيب وإصلاح التعليم، والشغل، والتحول الرقمي، والصيد، والزراعة، والبيطرة، والتجارة والصناعة، والتكوين المهندي، والإسكان، والمياه، والتعليم العالي، والثقافة والشباب والرياضة، والعمل الاجتماعي. كما تضمن تغيير أسماء بعض الوزارات والاختصاصات المسندة إلى الوزراء. وجاء كالآتي:
| #  | الوزارة                                                                    | الوزير                            | العمر | الولاية |
| -- | -------------------------------------------------------------------------- | --------------------------------- | ----- | ------- |
| 1  | وزارة للتهذيب الوطني وإصلاح النظام التعليمي                                | محمد ماء العينين ولد أييه         |       |         |
| 2  | وزارة للصحة                                                                | سيدي ولد الزحاف                   |       |         |
| 3  | وزارة الوظيفة العمومية والشغل                                              | كامارا سلوم محمد                  |       |         |
| 4  | وزارة التحول الرقمي والابتكار وعصرنة الإدارة                               | محمد عبد العزيز ولد داهي          |       |         |
| 5  | وزارة الصيد والاقتصاد البحري                                               | ادي ولد الزين                     |       |         |
| 6  | وزارة الزراعة                                                              | سيدين ولد سيدي محمد ولد احمد اعلي |       |         |
| 7  | وزارة البيطرة                                                              | لمرابط ولد بناهي                  |       |         |
| 8  | وزارة التجارة والصناعة والصناعة التقليدية والسياحة                         | الناها بنت مكناس                  |       |         |
| 9  | وزارة التشغيل والتكوين المهني                                              | الطالب سيد احمد                   |       |         |
| 10 | وزارة الإسكان والعمران والاستصلاح الترابي                                  | سيد احمد ولد محمد                 |       |         |
| 11 | وزارة المياه والصرف الصحي                                                  | محمد الحسن ولد بوخريص             |       |         |
| 12 | وزارة التعليم العالي والبحث العلمي                                         | آمال بنت الشيخ عبد الله           |       |         |
| 13 | وزارة الثقافة والشباب والرياضة والعلاقات مع البرلمان (الناطق باسم الحكومة) | المختار ولد داهي                  |       |         |
| 14 | وزارة العمل الاجتماعي والطفولة والأسرة                                     | الناها بنت الشيخ سيديا            |       |         |

### التشكيل الوزاري الثاني؛ مارس 2022

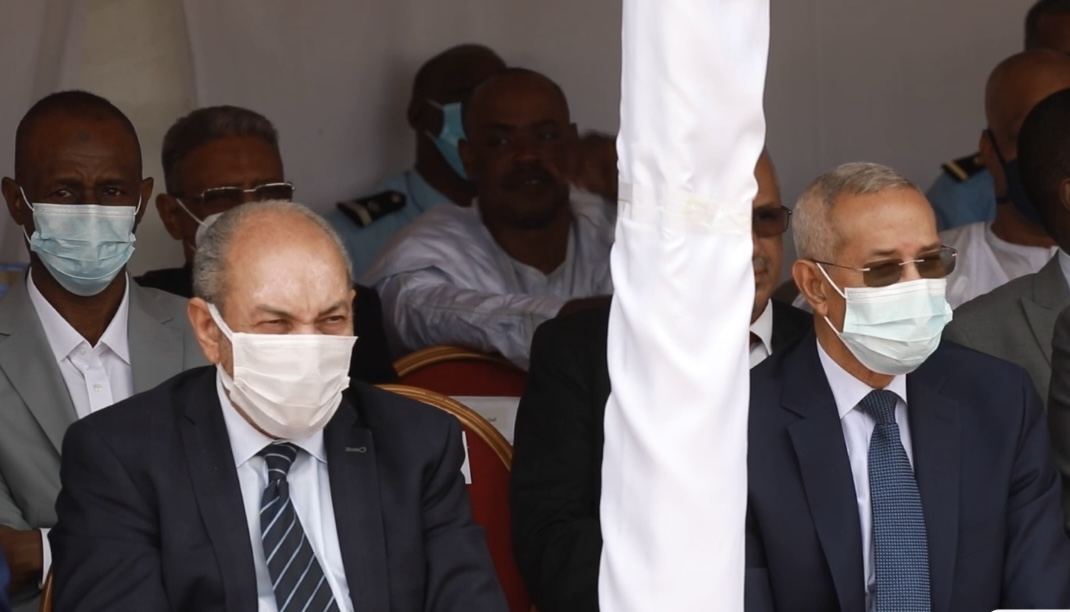
وزير العدل محمد محمود بن بيه (يسار)، ووزير الدفاع حننه ولد سيدي (يمين)؛ اثنين من أهم الوزراء (على رأس وزارتين سياديتين) في حكومة ولد بلال، ومن القلائل الذين حضروا في كل حكوماته

في أواخر شهر مارس 2022 علت الأصوات الناقدة لأداء حكومة ولد بلال التي زادت فترة عملها على العام ونصف العام، كما أنها لم تسلم من سهام نقد الرئيس نفسه خلال خطاب ألقاه أمام خريجي المدرسة الوطنية للإدارة والصحافة والقضاء يوم 24 مارس وتحدث فيه عن ضرورة البدء في بناء إدارة عصرية وفعالة تتمحور حول خدمة المواطن، وتكون رافعة للتطور والنمو، وبعد خمسة أيام من خطاب الرئيس هذا قدم ولد بلال استقالة حكومته للرئيس غزواني، ولكن دون أن يُعلن عن أسباب الاستقالة، وفي يوم الغد (30 مارس) أعلن الرئيس تكليفه مجددا بتشكيل حكومة جديدة.

وفي اليوم الذي تلا ذلك (31 مارس) أُعلن عن الحكومة للجديدة:
| #  | الوزارة                                                | الوزير                                                 | العمر | الولاية |
| -- | ------------------------------------------------------ | ------------------------------------------------------ | ----- | ------- |
| 1  | وزارة العدل                                            | الدكتور محمد محمود بن بيه                              |       |         |
| 2  | وزارة الشؤون الخارجية والتعاون والموريتانيين في الخارج | الدكتور محمد سالم ولد مرزوك                            |       |         |
| 3  | وزارة الدفاع الوطني                                    | الجنرال حننه ولد سيدي                                  |       |         |
| 4  | وزارة الداخلية واللامركزية                             | محمد احمد ولد محمد الأمين                              |       |         |
| 5  | وزارة الشؤون الاقتصادية وترقية القطاعات الإنتاجية      | عثمان مامادو كان                                       |       |         |
| 6  | وزارة المالية                                          | إسلمو ولد محمد امبادي                                  |       |         |
| 7  | وزارة الشؤون الإسلامية والتعليم الأصلي                 | الداه ولد سيدي ولد أعمر طالب                           |       |         |
| 8  | وزارة التهذيب الوطني وإصلاح النظام التعليمي            | محمد ماء العينين ولد أييه (الناطق الرسمي باسم الحكومة) |       |         |
| 9  | وزارة التحول الرقمي والابتكار وعصرنة الإدارة           | الشيخ الكبير ولد مولاي الطاهر                          |       |         |
| 10 | وزارة التعليم الثانوي والتكوين التقني والمهني          | ماء العينين ولد أييه                                   |       |         |
| 11 | وزارة البترول والمعادن والطاقة                         | عبد السلام ولد محمد صالح                               |       |         |
| 12 | وزارة الوظيفة العمومية والعمل                          | محمد ولد عبد الله ولد عثمان                            |       |         |
| 13 | وزارة الصحة                                            | المختار ولد داهي                                       |       |         |
| 14 | وزارة الصيد والاقتصاد البحري                           | محمد ولد عابدين ولد امعييف                             |       |         |
| 15 | وزارة الزراعة                                          | آدما بوكار سوكو                                        |       |         |
| 14 | وزارة التجارة والصناعة والصناعة التقليدية والسياحة     | لمرابط ولد بناهي                                       |       |         |
| 15 | وزارة الإسكان والعمران والاستصلاح الترابي              | سيد احمد ولد محمد                                      |       |         |
| 16 | وزارة التنمية الحيوانية                                | محمد ولد اسويدات                                       |       |         |
| 17 | وزارة التجهيز والنقل                                   | المختار أحمد يدالي                                     |       |         |
| 18 | وزارة المياه والصرف الصحي                              | سيدي محمد ولد الطالب اعمر                              |       |         |
| 19 | وزارة التعليم العالي والبحث العلمي                     | محمد الأمين ولد الشيخ الحضرامي                         |       |         |
| 20 | وزارة الثقافة والشباب والرياضة والعلاقات مع البرلمان   | ختار ولد الشيباني                                      |       |         |
| 21 | وزارة التشغيل والتكوين المهني                          | لاليا كامرا                                            |       |         |
| 22 | وزارة العمل الاجتماعي والطفولة والأسرة                 | صفية بنت انتهاه                                        |       |         |
| 23 | وزارة البيئة والتنمية المستدامة                        | أيساتا داوودا اديالو                                   |       |         |
| 24 | وزارة الأمانة العامة للحكومة                           | زينب بنت احمدناه                                       |       |         |
| 25 | إدارة ديوان رئيس الجمهورية                             | إسماعيل ولد الشيخ أحمد                                 |       |         |